# FlagShip
FlagShip és un compilador orientat a objectes i procedural per a Unix, Linux i MS-Windows que aguanta el codi escrit en CA-Clipper (Summer'87 a 5.3), amplia la sintaxi d'aquest llenguatge i ofereix els avantatges propis del codi compilat en un entorn multitasca i multiusuari. És un compilador natiu que compila completament codi Clipper a l'objectiu sistema operatiu (32-bit o 64-bit). No hi ha pseudocodi com en Clipper, ni es tracta d'un intèrpret, com altres sistemes xBase. FlagShip és un compilador natiu i, com a tal, optimitza tant la velocitat com la grandària del codi generat.

## Programació
FlagShip és un instrument de desenvolupament i programació. Com amb altres compiladors, és dissenyat principalment per a dissenyadors de programari professionals, però a causa de la seva interfície simple, és també absolutament convenient per semiprofessionals i usuaris d'ordinador avançats, els quals poden de crear aplicacions de base de dades amb l'esforç de programació mínim.